# Шахин, Эдгар
Эдгар Шахин (арм. Էդգար Պետրոսի Շահին; 31 октября 1874 года в Вене ― 18 марта 1947 года в Париже) ― французский живописец, гравёр и иллюстратор армянского происхождения.

## Биография
Эдгар Шахин родился в Вене. В подростковом возрасте уехал учиться в Константинополь. Там началось его обучение при финансовой поддержке отца, который был директором Османского Банка. Его художественные способности были вскоре замечены профессором Мелконом Тирацуяном, который посоветовал ему продолжить своё обучение в Италии. Затем он переехал в Венецию, где учился в армянском колледже Мурад-Рафаелян. Также посещал занятия в Академии изящных искусств, где и обучался у Антонио Эрмолао Паолетти в известной Академии ди Белле Арти. Получив большой опыт в Италии, он переехал в Париж в 1895 году, где поступил в Академию Жюлиана и имел успешные выставки в обществе французских художников. Его первой картиной, выставленной в парижском салоне «Société des Artistes Français» в 1896 году, был портрет нищего. Он продолжал проводить выставки с 1896 по 1899 год, на которых представил серию работ под названием «печальная жизнь». В 1900 году его гравюры принесли ему золотую медаль на Всемирной выставке в Париже. В 1903 году он выиграл ещё одну золотую медаль на Биеннале в Венеции. Шахин часто обращался к армянской тематике, а в 1926 году стал одним из основателей «Ани» ― союза армянских художников Парижа. Он стал полноправным французским гражданином в 1925 году и был удостоен ордена Почётного легиона в 1932 году.
Многие из его гравюр были утрачены во время пожара в его мастерской в 1926 году, а оставшаяся часть погибла во время наводнения в 1942 году. Из-за этих событий основная часть работ Шахина не дошла до наших дней.

## Наследие
Эдгар Шахин приобрёл большую популярность во Франции к концу 1920-х годов. В 1928 году в его честь был создан музей в городе Крут-Вимутье, департамент Орн.